# 전시 성폭력

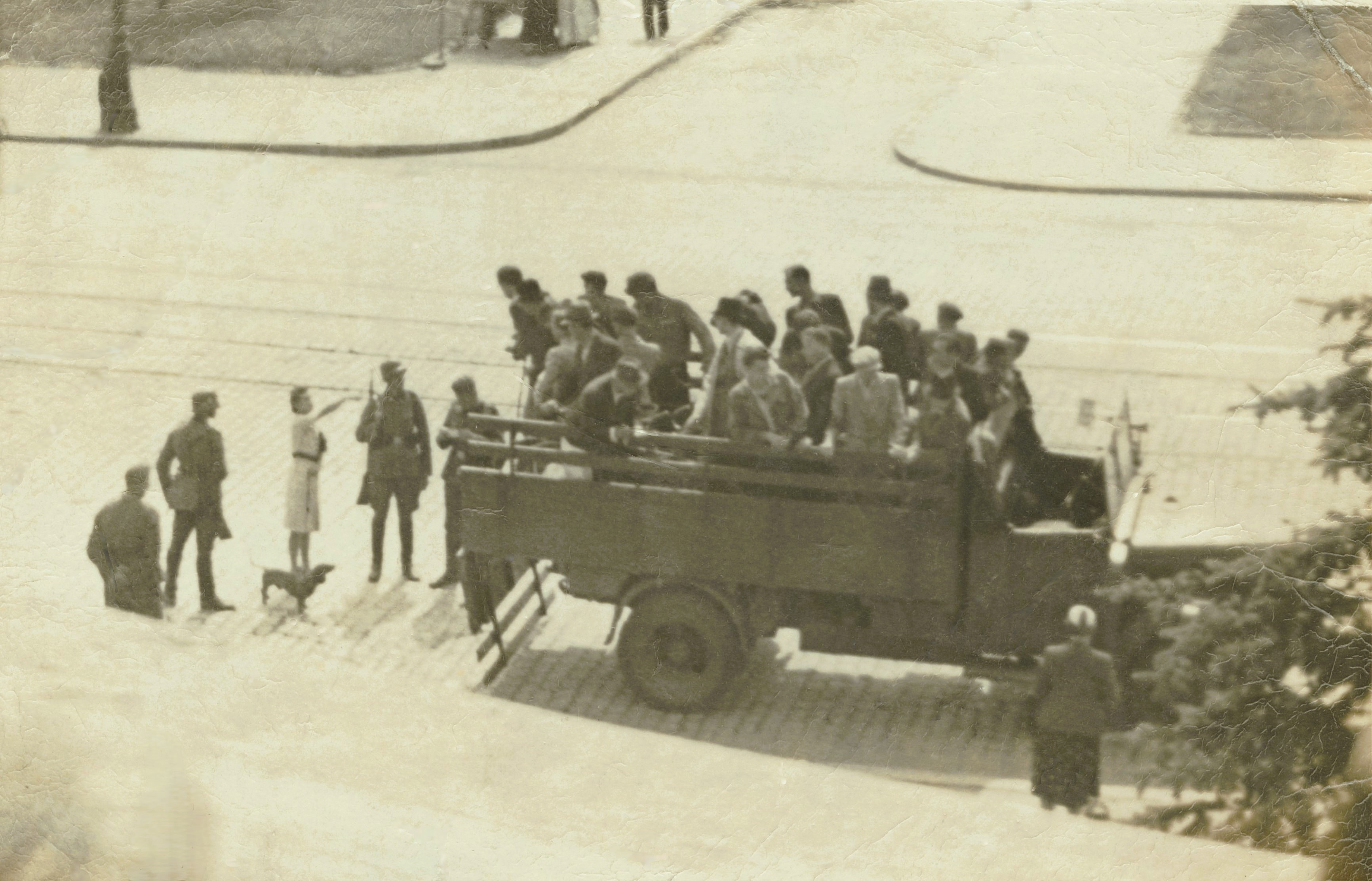
1941년 바르샤바 졸리보시 구역에서 나치 독일군이 폴란드 민간인 여성을 색출하여 강제로 끌고 가는 모습. 이 여성들은 독일군 위안소로 강제 동원되었다.

전시 성폭력(戰時性暴力)은 전쟁 기간 중에 일어나는 성폭력이다. 전쟁 기간 중에 이루어지는 강간을 전시강간(戰時强姦)이나 전지강간(戰地强姦)이라 부르기도 한다. 군대에 의해 자행되는 성범죄 뿐 아니라 민족 분쟁과 같이 전쟁기의 혼란한 상황 속에서 민간인들 사이에서 벌어지는 각종 성범죄도 포함하는 단어이다. 전시 성폭력에는 특정인에 대한 윤간 및 사물을 이용한 강간도 포함되나, 군 복무 중 부대 안에서 전투원끼리 저질러진 성희롱 및 성추행, 강간과는 구분된다.

## 정의
강간(Rape), 성폭행(Sexual assault), 성폭력(Sexual violence)은 종종 혼용하여 사용된다. "전시 강간"에 대해 보편적으로 널리 사용되는 정의는 아직 존재하지 않는다. 국제형사재판소가 적용하는 로마 규정에서 강간(Rape)를 다음과 같이 정의하고 있다.
가해자가 아무리 경미하더라도 피해자의 신체 아무 부위나 가해자의 성적인 신체 부위를 침범하거나 신체 어느 부위나 어느 사물이 피해자의 항문이나 생식기 등 개구부와 같은 신체를 침범하는 행위

또한
폭력, 억압, 감금, 심리적 억압 또는 권력 남용이나 강압적인 환경을 조성하는 등으로 무력이나 위협, 강요에 의해 그러한 위협을 가한 사람이나 다른 사람에게 신체를 침범당하거나 진정으로 동의를 할 수 없는 사람에게 신체를 침범받는 행위

"침범"(invasion)이라는 개념은 성중립적으로 광범위한 표현으로, 피해자가 자연적이나 유도적, 또는 나이 관련한 여러 불항거적 이유로 진정으로 동의를 할 수 없는 상황을 전부 포함하는 개념이다.

## 원인
전쟁이나 내전 중 일어나는 무법행위는 민간인의 인권 유린에 대한 처벌의식이 희미해지는 효과를 가져올 수 있다. 일부 군대의 경우에는 군인들이 제때 월급을 받지 못할 경우 매우 불안해지면서 민간인 지역의 약탈이 매우 적은 수입을 보충할 수 있는 방법으로 여겨질 수도 있다. 또한 군비를 제대로 충당할 수 없는 일부 민병대의 경우 약탈을 승리의 보상이라고 홍보하며 민간인을 강간하는 것을 싸움에서 승리한 보상이라고 대원들에게 말하기도 한다.
유니세프에 따르면 보스니아 헤르체고비나, 캄보디아, 우간다, 베트남 등 20세기만 해도 여러 무력 충돌에서 "조직적인 강간이 인종청소에서 전쟁의 무기로 사용되었다"고 말한다. 2008년 유엔 안전보장이사회에서는 "여성과 소녀들이 특히 성폭력의 표적이 되는데, 공동체나 민족집단의 민간인 구성원을 모욕하고 지배하며 두려움을 심겨주고 분산시키거나 강제이주를 위한 전쟁 전술 중 하나로 강간을 이용한다"라고 말했다.

## 기타 종류

### 강간 수용소
강간 캠프 또는 강간수용소라 하여 특정 정부가 수감자를 상습적으로 성폭행하는 장소로 설계되거나, 그렇게 바뀐 수용소나 소규모 집단을 운영하여 전시에 성폭력을 자행한 경우도 있었다. "Rape Camp"라는 영어 원어는 보스니아 전쟁 기간 처음으로 대중화된 단어로, 보스니아 안에서 세르브인계 정부가 여러 강간 수용소를 설치, 운영하였다. 아래는 대표적인 강간수용소의 목록이다.
- 포차 강간수용소 및 포차에 위치한 카라만의 집(Karaman's House)[12]
- 케라테름 수용소
- 루카 수용소
- 마냐차 수용소
- 오마르스카 수용소
- 수시차 수용소
- 트르노폴레 수용소
- 우자므니차 수용소
- 빌리나 블라스 호텔

### 전시 성매매 강요 및 성노예
강제 성매매나 성노예는 군인의 여성 포로에 대한 기회주의적 강간 그 이상의 것을 수반하기 때문에 단순한 전시 강간과는 구분된다. 강제 성매매나 성노예의 경우에는 특정 여성 및 소녀를 장기간 성노예로 강제 동원하는 것이다. 유엔에서는 "강간이나 다른 형태의 성폭력을 통한 성적 접근 권리를 포함한 인간의 소유권의 일부 또는 전부를 자유롭게 행사하는 자의 상태나 그 지위"를 강제 성적 동원, 즉 성노예라 하고 있다. 전시 강제 성매매의 경우에는 무장세력에 의한 개인 단위의 밀거래에서부터 군이나 민사 정부의 제도화된 강간행위에까지 여러 형태를 취하고 있다. "성매매 강요"(forced prostitution)의 경우에는 언론에서 생존을 위해 실향하여 매춘을 강요받고 있는 사람에게 지칭하여 사용하기도 한다.

## 같이 보기
- 집단강간
- 위안부

## 참고 문헌
- “Samardzic sentenced to 13 years”. 《Justice Report》 (BIRN). 2006년 4월 7일. 2014년 8월 9일에 원본 문서에서 보존된 문서. 2014년 7월 30일에 확인함.